# Майнкс, Тиффани
Тиффани Майнкс (англ. Tiffany Mynx, род. 10 октября 1971 года, Апленд, Калифорния, США) — американская порноактриса и режиссёр. Она является членом Залов Славы AVN и XRCO.

## Карьера
В 1992 году Тиффани Майнкс переехала в Лос-Анджелес, где жила со своей бабушкой, и начала работать в качестве экзотической танцовщицы. Её первая работа на камеру была для видео Penthouse, в то время как её первая роль была в порнофильме «The DJ».
В 1998 году она написала, создала, была режиссёром и играла главную роль в фильме «Asswoman в стране чудес».
Майнкс снялась более чем в 500 порнофильмах. Она была введена в AVN Зал славы в 2001 году и XRCO Зал славы в 2003 году.

## Награды и номинации
- 1992 XRCO Award — Best Group Scene — Buttman’s Face Dance 1
- 1994 AVN Award — Best Anal Sex Scene — Video — Sodomania 5: Euro/American Style[3]
- 1994 °F.O.X.E. Award — Female Fan Favorite[4]
- 1998 °F.O.X.E. Award — Female Fan Favorite
- 1998 XRCO Award — Best Girl-Girl Scene — Miscreants
- 1999 XRCO Award — Best Group Scene — Asswoman in Wonderland
- 2001 Зал славы AVN[6]
- 2003 Зал славы XRCO[7]
- 2007 AVN Award — Best Sex Scene Coupling — Video — Slave Dolls 2[8]